# Schlägel und Eisen (Zeitschrift)
Schlägel und Eisen war der Titel einer von Januar 1950 bis Juni 1969 monatlich erscheinenden Fachzeitschrift für Bergbau und Bergbaubedarf, die danach in der Zeitschrift Glückauf aufgegangen ist. 
Zur Zeitschrift gab es eine Art Jahrbuch, den Taschenkalender für den Grubenbeamte, später umbenannt in Taschenbuch für Grubenbeamte und im Glückauf-Verlag als Taschenbuch Bergingenieure fortgesetzt, das 2006 eingestellt wurde.